# Discographie de Nolwenn Korbell
La discographie de Nolwenn Korbell, auteure-compositrice-interprète bretonne, comprend sept albums enregistrés depuis 2003.

## N'eo ket echu(2003)
1. Ur wech e vo
2. Padal
3. Ma c'hemenerez
4. Glav
5. Y byd newydd
6. Son ar plac'h n'he doa netra
7. Luskell ma mab
8. A-dreuz kleuz ha moger
9. Deuit ganin-me
10. Sant ma fardon

## Bemdez c'houloù(2006)
1. Bemdez c'houloù
2. Termaji
3. Dal
4. Valsenn Trefrin
5. News from town for my love who stayed home
6. Yannig ha Mai
7. Pardon an dreinded
8. Dafydd y garreg wen
9. Un petit navire d'Espagne
10. Olole

## Red(2007)
En duo avec Soïg Sibéril.

### CD
1. Bugale Breizh
2. Valsenn trefrin
3. Billy
4. Sant ma fardon
5. Gourin
6. Padal
7. Anna
8. Bemdez c'houloù
9. Daoulamm ruz
10. Kanaouenn Katell
11. Turn, turn, turn
12. Yannig ha Mai
13. Glav
14. News from town for my love who stayed home

### DVD bonus
- Chansons enregistrées en concert :

1. Yannig ha Mai
2. Glav

- Documentaire Red ar vuhez relatant l'enregistrement de l'album, avec quelques scènes de concert.

## Noazh(2010)
1. Blues ar Penn Sardin
2. Hir
3. Mad Love
4. Aet Oan
5. An Dud
6. Don't Try
7. Anna
8. Je Voudrais
9. Kuit
10. One More Day
11. Misjac Na Nebi

## Skeud ho roudoù(2015)
1. Vael Viz
2. Awen
3. N'on Ket
4. Darling Ar Poull
5. Me No Like
6. Sparlet
7. Amour Kerne
8. If
9. Piv
10. Laret Vez
11. Simple
12. An Den
13. Traoù Gwir

## Avel Azul(2018)
1. Your Best Mother
2. Da Belec'h
3. Boud dieub
4. Les Lettres du front (feat Hélène Brunet)
5. Pevare
6. An Alc'hwez
7. Sometimes Lovers Don't Meet (feat Éric Le Lann)
8. Où sont les nôtres ?
9. Luskell (feat Brieg Guerveno)
10. That Kid Is Different (feat Frank Darcel)

## Ar preñv glas(2024)
1. Ar preñv glas
2. À quoi bon
3. Tired
4. Ha Ma
5. Hepdout
6. Deuit Ganin-Me
7. Bugale Breizh
8. Kintsugi
9. Mr. Hope
10. L’Arc de Cupidon
11. Tiny Song

## Participations
- 1992 : Gedon avec Bob Delyn A'r Ebillion
- 1996 : Gwbade Bach Cochlyd avec Bob Delyn A'r Ebillion
- 2002 : Brezhoneg Raok du Bagad Cap Caval (Coop Breizh)
- 2003 : Les grandes voix de Bretagne aux Tombées de la nuit (L'OZ Production/Coop Breizh), 2 titres en breton, dont un en duo avec Gilles Servat
- 2006 : La Bretagne fête la Saint-Patrick, Bercy 2005 (Keltia Musique), Ur wech e vo, sans le duo Bugaleaj nevez avec Gilles Servat[1]

## Compilations
- 2008 : Plijadur penn da benn (Produit en Bretagne, Coop Breizh)
- 2009 : Destination Bretagne (Wagram)
- 2009 : Rock e Breizh : 30 ans de rock en breton (Mass prod)
- 2012 : Au cœur de la musique bretonne (Coop Breizh)